# Joaquín Larrivey
Joaquín Óscar Larrivey (Gualeguay, Entre Ríos, 20 de agosto de 1984) es un futbolista argentino. Actualmente se encuentra en Deportes Concepción de la Primera B de Chile.

## Trayectoria

### Huracán
Nació en agosto del año 1984, en la ciudad entrerriana de Gualeguay. Ha tenido una corta pero exitosa carrera en la Argentina, jugando para el Club Atlético Huracán (con el cual ascendió a la Primera División del Fútbol Argentino en el año 2007). En Huracán fue el 9 titular, y junto a Mauro Ramiro Milano, formaron la delantera del excelente equipo dirigido por Antonio Mohamed. Fue notable su actuación en el partido promoción por el ascenso cuando vencieron 3 a 2 a Godoy Cruz Antonio Tomba.

### Cagliari
A mediados de 2007, El Bati es transferido al Cagliari Calcio en la Serie A de Italia, club que lo compra por el 100% del pase, sin embargo en esa institución solo es considerado suplente. Por esa razón, en febrero de 2009, vuelve a Argentina como préstamo a Vélez.

### Vélez Sarsfield
Llegó por 6 meses por una cifra cercana a los 450 mil dólares. De esa manera, se suma a los incorporaciones de Maximiliano Moralez y Sebastián Domínguez, entre otros. El domingo 5 de julio de 2009 se consagra campeón del torneo Clausura 2009, Jugó 16 partidos y convirtió 3 goles.

### 2° Cagliari
Luego de ello, vuelve a Italia donde jugó como suplente en el Cagliari Calcio hasta 2010.

### Colón
El Club Atlético Colón fue el que se lo trajo de regreso a la Argentina donde jugó hasta junio de 2011. Disputó 20 partidos y convirtió 4 goles.

### 3° Cagliari
Regreso de su préstamo al Cagliari, donde arranca siendo suplente, pero con el correr de los partidos, gana su titularidad a base de buenos juegos y goles. El 9 de marzo de 2012 marcó un "hat-trick" contra el Napoli, sin embargo su equipo perdió 6-3. A finales de noviembre de 2012, en la página oficial del Cagliari Calcio se oficializa que rescindió su contrato y que su futuro sería el Atlante de México.

### Atlante
Fue pedido explícito del DT Ricardo La Volpe, el 17 de diciembre fue presentado como nuevo jugador del Atlante para compartir dupla de ataque con el chileno Esteban Paredes. El 27 de enero de 2013 marca sus primeros goles un doblete contra el Chiapas con una victoria 4-3.

### Rayo Vallecano
El 3 de agosto de 2013 ya exdelantero argentino del Atlante, Joaquín Larrivey, ha decidido cambiar de aires e irse a probar suerte al fútbol español, su destino nuevo es el Rayo Vallecano. El delantero firmó durante un año en Vallecas con opción a quedarse dos temporadas más. Logra un total de 12 goles (10 de ellos en la segunda vuelta).

### Celta de Vigo
El 17 de junio el delantero argentino llega libre al Celta de Vigo y firmaba por tres años, con opción a otro más español, dirigido por su compatriota Eduardo Berizzo. El 27 de julio fue presentado en sociedad en el club español, el argentino portó la camiseta número "11".
El 24 de agosto en el arranque de la Liga BBVA el Celta de Vigo empezaría ganando 3-1 al Getafe CF, el gol fue tras remate con la derecha desde el centro del área por el lado derecho de la portería, la asistencia fue de Nolito, su dupla de ataque. El 13 de septiembre el Celta de Vigo en la tercera fecha se enfrentaría a la Real Sociedad en el empate 2-2 como local. Larrivey marcaría el segundo gol, se tropezó al rematar al palo y en el rebote metió el balón en la portería.
El 23 de septiembre se jugaría el clásico gallego entre el Celta de Vigo y el Deportivo de La Coruña en el estadio Estadio de Balaídos que terminaría en victoria para el Celta de Vigo de Eduardo Berizzo por 2-1, con un gol del argentino Joaquín Larrivey. Fue tras realizar un córner que tras rematar de cabeza desde muy cerca al centro de la portería puso el segundo gol del equipo dándole 3 puntos y la victoria en el clásico gallego. El 5 de octubre por la Liga BBVA el Celta de Vigo hizo de local en Balaídos en la derrota 1-3 ante el Villareal CF en el cual el argentino marcaría el único gol de su equipo tras un remate con la derecha desde el centro del área por el lado derecho de la portería poniendo el 1-2 parcial, ese día el Celta de Vigo tendría su primera derrota y perdería su invicto en la liga.
El 24 de octubre el Celta de Vigo tendría una importante victoria por goleada contra el Levante U. D. por un resultado de 3-0. El club gallego con esta victoria se ponía en puestos de Europa League y el argentino Joaquín Larrivey marcaría su primer doblete con esa camiseta y quedaría en la historia del Celta de Vigo al igualar a Mauro al marcar en los cinco primeros partidos en Balaídos en Liga Española, el primer gol tras rematar con la izquierda desde el centro del área por bajo, junto al palo izquierdo y su segundo gol fue tras un centro del Bati la materia de cabeza.
El 1 de noviembre de 2014, Joaquín Larrivey hace el gol del triunfo del Celta de Vigo, contra el FC Barcelona en el Camp Nou, el argentino tras una gran asistencia de Nolito de taco definió al lado derecho de la portería, Celta de Vigo ganó 0-1 al FC Barcelona por la Jornada 10 de la Liga BBVA de España, sin duda fue una de las sorpresas de la jornada.
A finales de 2014 en un partido contra la UD Almería, Larrivey fue suspendido por cuatro partidos por el Comité de Competición de la Federación Española, supuestamente por llamarle "ladrón" al árbitro Gil Manzano, aunque horas después, su compatriota, el también jugador del Celta y capitán del club Augusto Fernández reconoció que él fue el que le había llamado así al árbitro. El Celta incluso envió a competición pruebas que refrendaban la versión del capitán celeste, pero eso no evitó la sanción para Larrivey, quien en redes sociales mostró indignación y tristeza contra el árbitro, además de elogiar el valor de Fernández al admitir su responsabilidad.

### Baniyas S.C.
El 19 de julio de 2015 dejaría el Celta para recalar en las filas del Baniyas Club de los Emiratos Árabes para seguir buscando desafíos personales tanto en lo profesional como en lo personal.
El 18 de septiembre de 2015, consigue un triplete en el empate 3-3 de su equipo ante el Fujairah.

### Universidad de Chile
A inicios de 2020, es anunciado como nuevo refuerzo en  la U. Debuta en la final de Copa Chile, frente a Colo-Colo luego de que su equipo clasificase a la final durante el año 2019. 
Anota su primer gol frente a Huachipato desde un lanzamiento penal en el primer partido de  Universidad de Chile en la Primera División 2020. En una buena asociación con Walter Montillo, destapa su faceta goleadora en la segunda fecha de un partido válido por el Torneo Nacional. Finalmente, termina la temporada 2020 con 19 goles anotados, convirtiéndose en el segundo mejor delantero de la Primera División 2020. Tras la temporada 2021, no renueva su contrato con el equipo azul.

### Ascenso Italiano
El 3 de febrero de 2022 es anunciado como nuevo jugador del Cosenza Calcio de la Serie B Italiana. El 31 de enero de 2023, el contrato fue terminado por acuerdo mutuo, para el 2 de febrero ser anunciado como refuerzo del FC Südtirol de la misma categoría, hasta el fin de la temporada 2022-23.

### C.D. Magallanes
El 27 de junio de 2023, es presentado como nuevo jugador de Magallanes Actualmente de la Primera B de Chile.

### Deportes Concepción
El 3 de febrero de 2025, se oficializó el refuerzo de Joaquín Larrivey a través de las redes sociales de Deportes Concepción. El delantero de 40 años se suma a los lilas para reforzar el club en cara a la Primera B de Chile de 2025.

## Estadísticas
| Club                         | Div.                | Temporada           | Liga  | Liga  | Copas nacionales | Copas nacionales | Torneos internacionales | Torneos internacionales | Total | Total |
| Club                         | Div.                | Temporada           | Part. | Goles | Part.            | Goles            | Part.                   | Goles                   | Part. | Goles |
| ---------------------------- | ------------------- | ------------------- | ----- | ----- | ---------------- | ---------------- | ----------------------- | ----------------------- | ----- | ----- |
| Huracán Argentina            | 2ª                  | 2004-05             | 16    | 3     | —                | —                | —                       | —                       | 16    | 3     |
| Huracán Argentina            | 2ª                  | 2005-06             | 40    | 19    | —                | —                | —                       | —                       | 40    | 19    |
| Huracán Argentina            | 2ª                  | 2006-07             | 38    | 17    | —                | —                | —                       | —                       | 38    | 17    |
| Huracán Argentina            | Total               | Total               | 94    | 39    | 0                | 0                | 0                       | 0                       | 94    | 39    |
| Cagliari · Italia            | 1ª                  | 2007-08             | 27    | 1     | 2                | 0                | —                       | —                       | 29    | 1     |
| Cagliari · Italia            | 1ª                  | 2008-09             | 12    | 1     | 1                | 0                | —                       | —                       | 13    | 1     |
| Cagliari · Italia            | 1ª                  | 2009-10             | 27    | 3     | 1                | 0                | —                       | —                       | 28    | 3     |
| Cagliari · Italia            | 1ª                  | 2011-12             | 27    | 7     | 1                | 3                | —                       | —                       | 28    | 10    |
| Cagliari · Italia            | 1ª                  | 2012-13             | 3     | 0     | 1                | 1                | —                       | —                       | 4     | 1     |
| Cagliari · Italia            | Total               | Total               | 96    | 12    | 6                | 4                | 0                       | 0                       | 102   | 16    |
| Vélez Sársfield Argentina    | 1ª                  | 2009                | 16    | 3     | —                | —                | —                       | —                       | 16    | 3     |
| Vélez Sársfield Argentina    | Total               | Total               | 16    | 3     | 0                | 0                | 0                       | 0                       | 16    | 3     |
| Colón Argentina              | 1ª                  | 2010-11             | 20    | 4     | —                | —                | —                       | —                       | 20    | 4     |
| Colón Argentina              | Total               | Total               | 20    | 4     | 0                | 0                | 0                       | 0                       | 20    | 4     |
| Atlante · México             | 1ª                  | 2013                | 14    | 2     | 1                | 0                | —                       | —                       | 15    | 2     |
| Atlante · México             | Total               | Total               | 14    | 2     | 1                | 0                | 0                       | 0                       | 15    | 2     |
| Rayo Vallecano · España      | 1.ª                 | 2013-14             | 35    | 12    | 2                | 0                | —                       | —                       | 37    | 12    |
| Rayo Vallecano · España      | Total               | Total               | 35    | 12    | 2                | 0                | 0                       | 0                       | 37    | 12    |
| Celta de Vigo · España       | 1.ª                 | 2014-15             | 35    | 11    | 1                | 1                | —                       | —                       | 36    | 12    |
| Celta de Vigo · España       | Total               | Total               | 35    | 11    | 1                | 1                | 0                       | 0                       | 36    | 12    |
| Baniyas SC · EAU             | 1ª                  | 2015-16             | 24    | 15    | 4                | 1                | —                       | —                       | 28    | 16    |
| Baniyas SC · EAU             | 1ª                  | 2016-17             | 13    | 3     | 5                | 4                | —                       | —                       | 18    | 7     |
| Baniyas SC · EAU             | Total               | Total               | 37    | 18    | 9                | 5                | 0                       | 0                       | 46    | 23    |
| JEF United Chiba Japón       | 2ª                  | 2017                | 39    | 21    | 2                | 0                | —                       | —                       | 41    | 21    |
| JEF United Chiba Japón       | 2ª                  | 2018                | 33    | 11    | 2                | 0                | —                       | —                       | 35    | 11    |
| JEF United Chiba Japón       | Total               | Total               | 72    | 32    | 4                | 0                | 0                       | 0                       | 76    | 32    |
| Cerro Porteño Paraguay       | 1ª                  | 2019                | 29    | 12    | —                | —                | 10                      | 2                       | 39    | 14    |
| Cerro Porteño Paraguay       | Total               | Total               | 29    | 12    | 0                | 0                | 10                      | 2                       | 39    | 14    |
| Universidad de Chile · Chile | 1ª                  | 2020                | 33    | 19    | 1                | 0                | 2                       | 0                       | 36    | 19    |
| Universidad de Chile · Chile | 1ª                  | 2021                | 32    | 20    | 4                | 4                | 2                       | 0                       | 38    | 24    |
| Universidad de Chile · Chile | Total               | Total               | 65    | 39    | 5                | 4                | 4                       | 0                       | 74    | 43    |
| Cosenza Calcio · Italia      | 2ª                  | 2021-22             | 17    | 8     | —                | —                | —                       | —                       | 17    | 8     |
| Cosenza Calcio · Italia      | 2ª                  | 2022-23             | 20    | 3     | 1                | 0                | —                       | —                       | 21    | 3     |
| Cosenza Calcio · Italia      | Total               | Total               | 37    | 11    | 1                | 0                | 0                       | 0                       | 38    | 11    |
| FC Südtirol · Italia         | 2ª                  | 2022-23             | 16    | 1     | —                | —                | —                       | —                       | 16    | 1     |
| FC Südtirol · Italia         | Total club          | Total club          | 16    | 1     | 0                | 0                | 0                       | 0                       | 16    | 1     |
| Magallanes · Chile           | 1.ª                 | 2023                | 12    | 7     | 3                | 3                | —                       | —                       | 15    | 10    |
| Magallanes · Chile           | 2.ª                 | 2024                | 31    | 19    | 5                | 4                | —                       | —                       | 36    | 23    |
| Magallanes · Chile           | Total club          | Total club          | 43    | 26    | 8                | 7                | 0                       | 0                       | 51    | 33    |
| Deportes Concepción · Chile  | 2.ª                 | 2025                | 18    | 8     | 7                | 4                | —                       | —                       | 25    | 12    |
| Deportes Concepción · Chile  | Total club          | Total club          | 18    | 8     | 7                | 4                | 0                       | 0                       | 25    | 12    |
| Total en su carrera          | Total en su carrera | Total en su carrera | 627   | 230   | 45               | 25               | 14                      | 2                       | 686   | 257   |
| 1.                           |                     |                     |       |       |                  |                  |                         |                         |       |       |

### Tripletes
Partidos en los que anotó tres o más goles:
| Partidos en los que anotó tres o más goles | Partidos en los que anotó tres o más goles | Partidos en los que anotó tres o más goles | Partidos en los que anotó tres o más goles | Partidos en los que anotó tres o más goles | Partidos en los que anotó tres o más goles | Partidos en los que anotó tres o más goles |
| N.º                                        | Fecha                                      | Estadio                                    | Partido                                    | Goles                                      | Resultado                                  | Competición                                |
| ------------------------------------------ | ------------------------------------------ | ------------------------------------------ | ------------------------------------------ | ------------------------------------------ | ------------------------------------------ | ------------------------------------------ |
| 1                                          | 21 de agosto de 2011                       | Sant'Elia, Cagliari                        | Cagliari Calcio - UC AlbinoLeffe           |                                            | 5-1                                        | Copa Italia 2011-12                        |
| 2                                          | 9 de marzo de 2012                         | San Paolo, Nápoles                         | SSC Napoli - Cagliari Calcio               |                                            | 6-3                                        | Serie A 2011-12                            |
| 3                                          | 30 de julio de 2014                        | Balaídos, Vigo                             | Celta de Vigo - Club Rápido de Bouzas      |                                            | 7-1                                        | Trofeo Zona Franca de Vigo                 |
| 4                                          | 18 de septiembre de 2015                   | Fujairah Club, Fujairah                    | Fujairah FC- Baniyas Club                  |                                            | 3-3                                        | Liga Árabe del Golfo 2015-16               |
| 5                                          | 8 de julio de 2017                         | Fukuda Denshi Arena, Chiba                 | JEF United Chiba - Kamatamare Sanuki       |                                            | 4-3                                        | J2 League 2017                             |
| 6                                          | 18 de marzo de 2019                        | Defensores del Chaco, Asunción             | Cerro Porteño - Sol de América             |                                            | 7-2                                        | Torneo Apertura 2019                       |
| 7                                          | 1 de febrero de 2020                       | Nacional, Santiago                         | Universidad de Chile - Curicó Unido        |                                            | 5-1                                        | Primera División 2020                      |
| 8                                          | 26 de noviembre de 2023                    | La Granja, Curicó                          | Curicó Unido - Magallanes                  |                                            | 3-4                                        | Primera División 2023                      |
| 9                                          | 31 de marzo de 2024                        | Elías Figueroa Brander, Valparaíso         | Santiago Wanderers - Magallanes            |                                            | 2-3                                        | Primera B 2024                             |
| 10                                         | 7 de septiembre de 2024                    | Fiscal, Talca                              | Magallanes - Colo-Colo                     |                                            | 3-0                                        | Copa Chile 2024                            |

## Palmarés

### Campeonatos nacionales
| Título           | Club            | País      | Año    |
| ---------------- | --------------- | --------- | ------ |
| Primera División | Vélez Sársfield | Argentina | C-2009 |

### Otros logros
| Logro                      | Club                  | País      | Año     |
| -------------------------- | --------------------- | --------- | ------- |
| Ascenso a Primera División | Club Atlético Huracán | Argentina | 2006-07 |